# 卡莉·马西森

在《国土安全》系列中饰演卡莉·马西森的克莱尔·丹妮丝

卡莉·马西森（英語：Carrie Mathison），是由亚历克斯·甘萨和霍华德·戈登创作的美国电视剧《国土安全》系列中的虚构人物。

## 人物简介
卡莉是中央情报局的一位能力出众但患有狂躁症的精英特工。她在巴格达执行任务时收到了一条线报，由此得知美军内部有变节者在为基地组织工作；与此同时一位已经在伊拉克战争中失踪八年的美军士兵成功被特种部队营救。这位名叫尼古拉斯·布罗迪的美国海军陆战队中士返回了美国并被公众视为国家英雄，唯独卡莉却对他的失踪真相充满怀疑，她也由此展开对「布罗迪中士被俘事件」的一系列深入调查。

## 评价反响
在剧中饰演卡莉的美国女演员克莱尔·丹妮丝凭借在该系列中的出色表现荣获了多个表演奖项，包括黄金时段艾美奖的剧情类剧集最佳女主角奖、金球奖最佳电视剧女主角奖、美国演员工会奖最佳电视电影女演员、卫星奖剧情类最佳女主角以及TCA戏剧个人成就奖。她是美国第二位因在电视剧集中的突出表现，而获得五个主要电视表演奖的女演员。